# أيمن دجيش
أيمن دجيش حكم كرة قدم مصري مساعد، يشارك حالياً في الدوري المصري الممتاز، والبطولات الأفريقية. ومايظهر الا عند الهلاليين بس.

## مسيرته

### بداياته
بدأ حياته عدَّاءً في مضمار ألعاب القوي كلاعب ألعاب قوى في سباقات الجري، خصوصًا أن والده دجيش عبد الله أحد لاعبي ألعاب القوى السابقين وحكم دولي معروف لهذا النوع من الرياضة، وكان لديه إصرار على دخوله نفس المجال، وهو ما حدث بالفعل، وكان من الأوائل في كل السباقات التي شارك فيها سواء في مصر أو في عمان التي كان يعمل فيها لفترة طويلة، وبعد عودته إلى مصر كان يعشق الكرة وانضم لفريق ألماظة وشارك في المباريات.

### انضمامه للتحكيم
كانت لجنة الحكام في الماضي كانت تستعين بحكام ألعاب القوى لإجراء اختبارات اللياقة البدنية، وكان من بينهم والده الذي توطدت علاقته بالعديد من الحكام ومسئولي اللجنة، ومن بينهم الكابتن عبد الرؤوف عبد العزيز الذي عرض فكرة انضمامه للتحكيم ولاقى الأمر ترحيبًا منه، خصوصًا أن فهيم عمر الحكم الدولي وهو في نفس الوقت ابن عمه كان قد سبقه في الانضمام لهذا المجال، وانضم بعدها إلي تحكيم كرة القدم، فبدأ التحكيم موسم 1993 ونجح في فرض اسمه سريعًا على الساحة الكروية ليدخل القائمة الدولية في 2005، ليواصل بعدها تألقه على الساحة الأفريقية والدولية وسجل مشرف للحكام المصريين، ليكون واحدًا من حكمين فقط في تاريخ التحكيم المصري حملوا الشارة الدولية لأكثر من اثني عشر عامًا متصلة.

اثنا عشر عامًا كاملة قضاها ضمن حكام القائمة الدولية أدار خلالها أكثر من مائة وعشرين مباراة دولية، ونال خلالها ألقابًا عديدة، لكنه لم يكن يحلم يومًا بأن يصبح عميدًا للحكام في أفريقيا والعرب، وليس هذا فقط ولكن بات من بين أصحاب الأرقام القياسية عالميًّا، بعد أن أصبح ضمن ثمانية فقط على مستوى العالم ما زالوا حكامًا في الملاعب رغم تخطيهم سن الخامسة والأربعين.

### المباريات
على الرغم من أنه يعتبر كل مباراة يديرها امتحانًا جديدًا ويعمل لها ألف حساب فإن هناك مباراتين دوليتين وواحدة محلية كانت هي الأصعب في حياته المحلية، كانت بين الأهلي والزمالك بعد غياب سنوات عن إدارة التحكيم المصري لها، وكانت الغلطة بمثابة هدم لمستقبل التحكيم مع هذا الديربي، والحمد لله عاد وأشاد بأدائه الجميع، أما المباراتان الدوليتان فكانت الأولى في كأس العالم للشباب 2011، وكان الأمر بالنسبة له اختبارًا دوليًّا في بطولة مهمة، وكان هو الممثل الوحيد للكرة المصرية، والثانية كانت بين الوداد وإنييمبا في الدور قبل النهائي لدوري أبطال أفريقيا 2011.

وأدار خلال سنواته مع التحكيم العديد من المباريات وصلت إلى مائتين وخمسين مباراة تقريبًا محليًّا، وعلى الصعيد الدولي أدار أكثر من مائة وعشرين مباراة دولية، وذلك يعتبر رقمًا قياسيًّا حيث أنه وبمشاركته في الدوري هذا الموسم يكون قد شارك في إدارة 16 موسمًا كرويًّا متتاليًا، وعاصر ثلاثة أجيال من الحكام الدوليين وخاض معهم العديد من المباريات التي يعتبر جميعها صعبة حتى التي منها في الممتاز ب أو القسم الثالث أو الرابع، لكن يبقى أن هناك إنجاز حققه وهو أنه الحكم الوحيد في مصر الذي أدار ثلاثة مباريات متتالية لكأس السوبر اثنين منها بين الأهلي وحرس الحدود والثالثة بين الأهلي وإنبي.

#### أهم المباريات
- تواجد في نهائي كأس السوبر المصري 3 مرات على التوالي.
- حكم رابع للأهلي والزمالك في الدور قبل النهائي الأفريقي 2005.
- 12 مباراة في التصفيات المؤهلة لكأس العالم.
- 110 مباراة دولية.
- نهائي بطولة شمال أفريقيا.
- كأس العالم للشباب 2011.
- مرتين الدور قبل النهائي لدوري الأبطال.
- دورة الصداقة الدولية.

## قرار اعتزاله
قرار الاعتزال كان نابعًا عن انفعال لحظي بعد الرسوب في اختبارات اللياقة البدنية لأول مرة في حياته، وهذا كان بسبب وعكة صحية شديدة وسخونة وصلت إلى درجة الأربعين قبل إجراء الاختبارات بيوم واحد، لكنه صمَّم على خوض الاختبارات، وكانت النتيجة هبوطًا حادًّا، ولولا عناية الله لوصل الأمر إلى أبعد من ذلك، وبعدها قرر الاعتزال وأعلن هذا للمقربين، ولكنه فوجئ بكم هائل من التليفونات تطالبه بالعودة في القرار وإعادة الاختبارات وهو ما حدث بالفعل.

وفي 23 فبراير 2017 أعلن أنه لن يعتزل التحكيم بنهاية الموسم الجاري كما تردد في وسائل الإعلام خلال الأيام الأخيرة، وأنه مستمر في عمله كحكم مساعد وفي القائمة الدولية لنهاية عام 2017 بقرار من الاتحاد الإفريقي لكرة القدم، واستمراره لنهاية العام سيتوافق مع منتصف الموسم المقبل، وبالتالي سينهي مشواره في التحكيم الموسم المقبل.

## لقب عميد
مؤخراً قرر الاتحاد الدولي «فيفا» مد السن لعدد من الحكام الدوليين كان على رأسهم أيمن دجيش ليكون من ضمن 8 حكام منهم 2 ساحة و6 مساعدين تم المد لهم رغم تخطيهم السن القانوني وهو 45 سنة، ويكون بذلك هو الوحيد المختار من القارة الأفريقية ليحصل على لقب «عميد» أفريقيا بمبارياته وتخطيه سن الـ45 عامًا.

## مهنته الأخرى
يعمل مدير إدارة بوزارة النقل، ويواجهه صعوبات كثيرة للحصول على إجازة لأداء المباريات الدولية وأيضًا مبارياته بالدوري، التي تقام خارج القاهرة تمثل أزمة كبيرة له.